# Iglesia de San Pedro (Durazno)
La Iglesia San Pedro es una iglesia católica que se encuentra en la ciudad de Durazno, capital del departamento homónimo.

## Historia
En enero de 1822 es conformada la entonces Iglesia de San Pedro, dedicada al apóstol San Pedro. La misma se instalaría en un primitivo edificio, situado sobre la plaza principal de la todavía Villa de San Pedro del Durazno.
En 1892 se le encomendaría al arquitecto Elzeario Boix la construcción del templo actual, el cual sería inaugurado en 1918. 
El templo inspirado en la arquitectura neo-románicas y neo-renacentistas sería posteriormente consagrado como parroquia. 
En 1931 por orden del papa Pío XI, la parroquia comenzaría a formar parte de la Diócesis de Florida. 

## Incendio

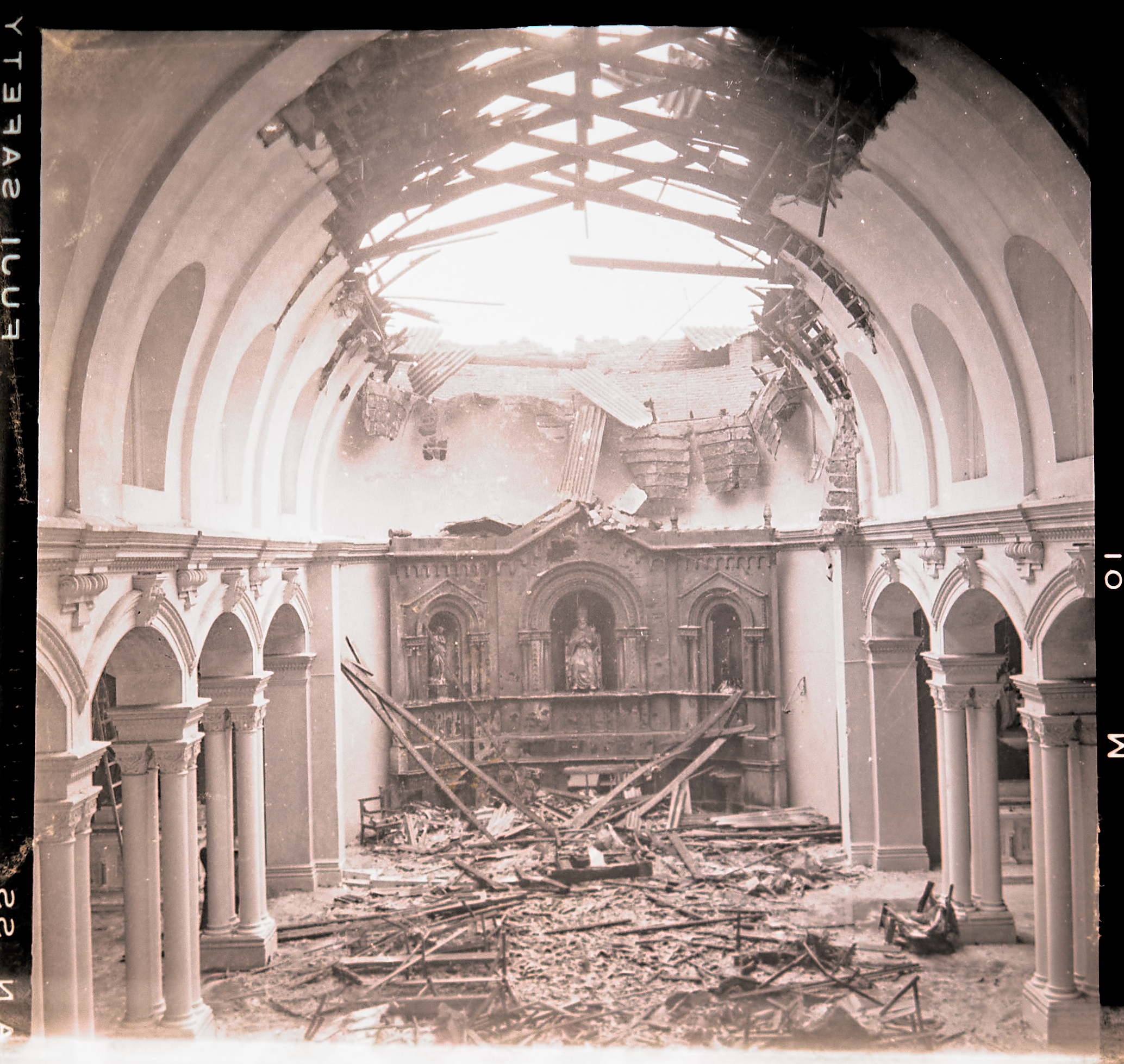
Fotografía sacada por el fotógrafo N'Hizma Sánchez Galarza del devastador incendio del 1967

En el año 1967 un incendio azotó el edificio religioso, causando enormes destrozos y pérdidas significativas en su interior. 
Si bien una variada cantidad de elementos neo-románicos y neo-renacentistas de la arquitectura original pudieron recuperarse, su interior, como también su techo, debieron ser reconstruidos.

## Reconstrucción

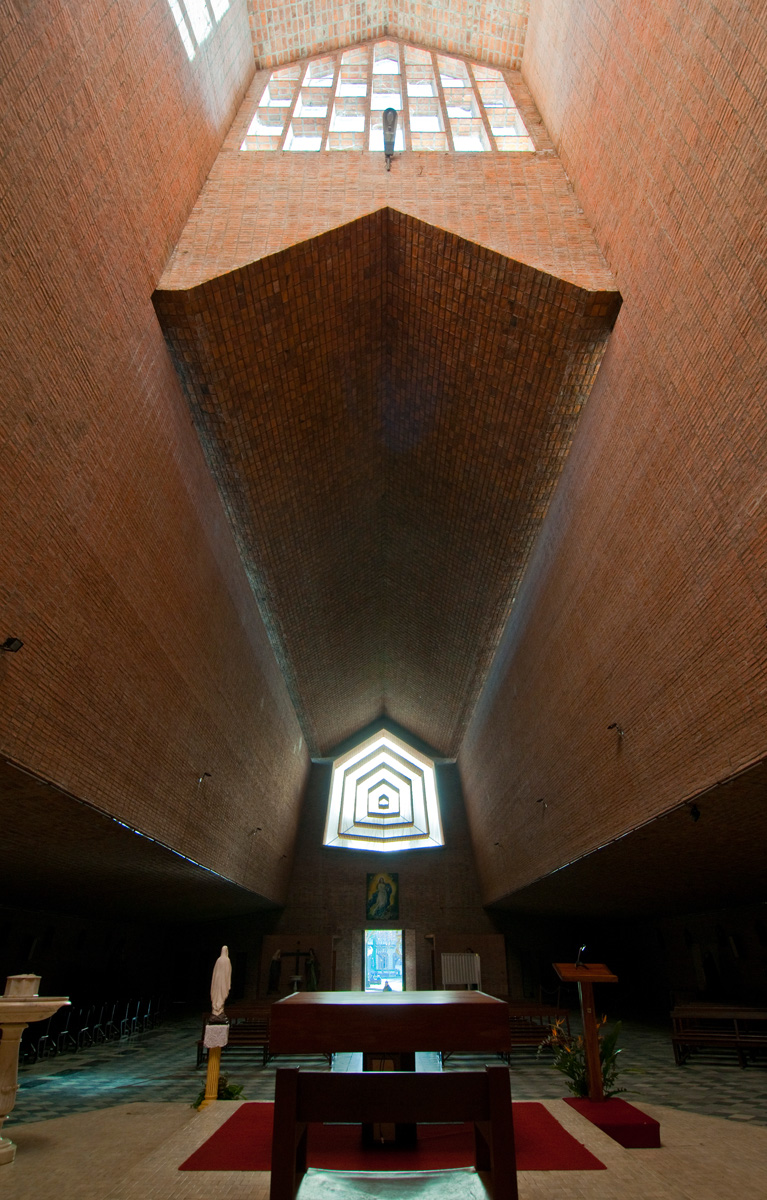
Vista del interior, diseñado por el ingeniero Eladio Dieste.

Para dicha reconstrucción, se convocaria al  ingeniero Eladio Dieste para el diseño de la misma. Dicho diseño preveía mantener la fachada exterior original, pero la reconstrucción total de su interior, el techo de la parroquia sería nuevamente construido mediante ladrillo armado, una técnica constructiva que había sido desarrollada por el propio Dieste.  
Una de las características más sorprendentes del proyecto y el edificio es su rosetón, el cual constituye un tour de force de albañilería en ladrillo, conformado por cinco "anillos" concéntricos de ladrillo en un hexágono irregular.
Las obras finalizarían en 1971, volviendo a cumplir con sus servicios litúrgicos y religiosos para la comunidad. Luego de su apertura, en el altar mayor, en vez de un cristo crucificado al uso, se instaló una talla de cristo realizada por el escultor Claudio Silveira Silva. Dicha escultura tenía la  particularidad de que el cristo se encontraba con sus brazos yacentes. La obra fue retirada en 2007 por el párroco local y reemplazada por un cristo al uso. Esta decisión provocaría un amplio debate en la ciudadanía.
En Mejorada del Campo (Madrid, España) se encuentra la iglesia Madre del Rosario, construida en 1998 como una réplica reducida de esta iglesia uruguaya.